# Farum Midtpunkt (dokumentarfilm)
Farum Midtpunkt er en dansk dokumentarfilm fra 1972, der er instrueret af Morten Arnfred og Peter Avondoglio.

## Handling
Farum Midtpunkt som arkitektur.